# Reichsgau Sudetenland

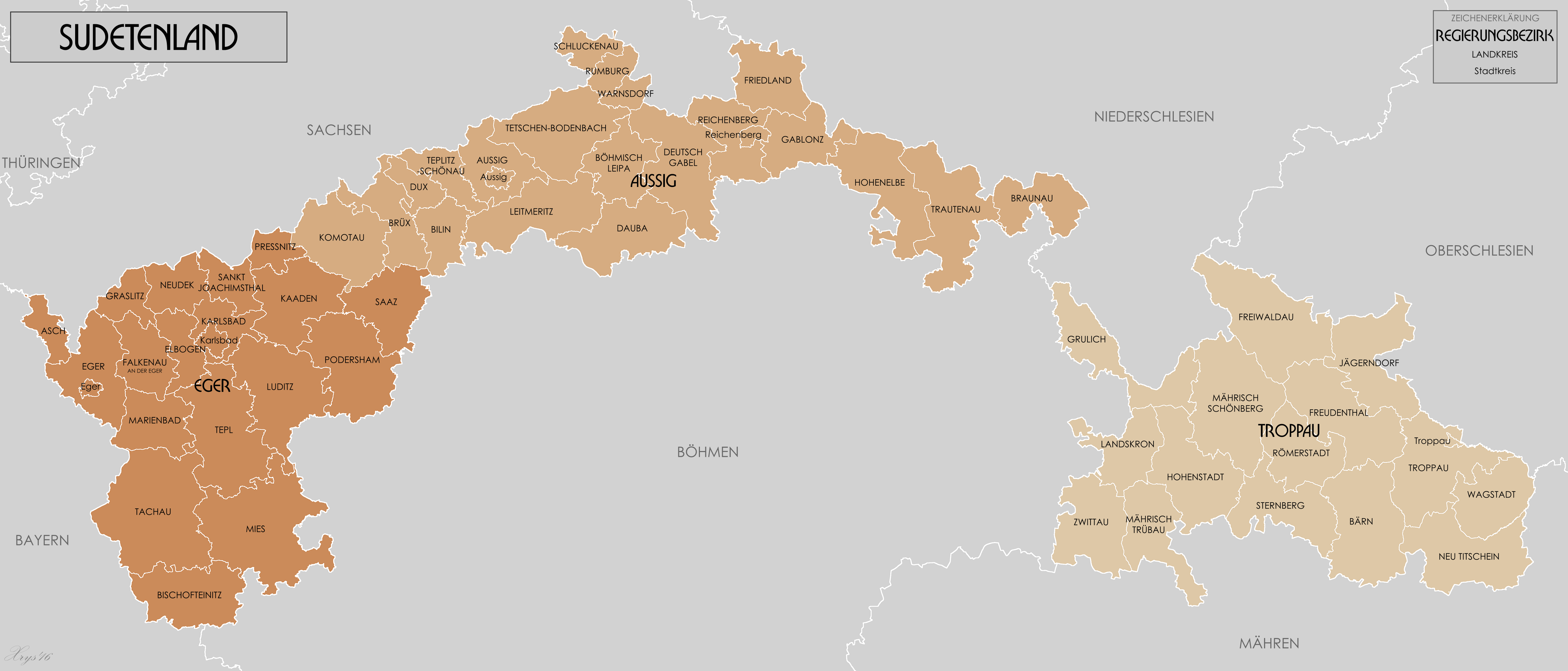
Verwaltungskarte des Reichsgaus Sudetenland mit Land- und Stadtkreisen (1944)

Der Reichsgau Sudetenland, kurz Sudetengau war eine Verwaltungseinheit im 1938 vom Deutschen Reich annektierten Sudetenland. Der Reichsgau umfasste den Großteil der mehrheitlich deutschsprachigen Gebiete in Böhmen, Mähren und Schlesien, die ab 1. Oktober 1938 infolge des Münchner Abkommens von der Tschechoslowakei abgetrennt wurden. 
Am 21. November 1938 wurde das Sudetenland in das Deutsche Reich eingegliedert.
Der Reichsgau Sudetenland wurde zum 1. Mai 1939 gebildet und war in die Regierungsbezirke Eger, Aussig und Troppau unterteilt.
Bei der Volkszählung am 17. Mai 1939 umfasste der Reichsgau eine Fläche von 22.587 km² und hatte 2.945.261 Einwohner.
Nach dem Ende des Zweiten Weltkriegs im Mai 1945 wurde die Tschechoslowakei in den alten Grenzen von vor 1938 wieder hergestellt. Damit endete faktisch die Existenz des deutschen Reichsgaues Sudetenland.

## Geschichte
Die in der Tschechoslowakei liegenden, mehrheitlich deutschsprachigen Gebiete waren im Münchner Abkommen vom September 1938 als Ergebnis britisch-französischer Appeasement-Politik gegen den Willen der tschechoslowakischen Regierung von den an der Konferenz beteiligten Staaten dem Deutschen Reich zugesprochen worden. Grundlage war die Volkszählung von 1910. Vom 1. Oktober bis zum 10. Oktober 1938 besetzte die Wehrmacht das Gebiet.
Sofort nach dem deutschen Einmarsch hatte das Heer die vollziehende Gewalt erhalten. Die fünf beteiligten Heeresgruppenkommandos setzten zunächst Chefs der Zivilverwaltungen (CdZ) ein, bis am 1. Oktober 1938 Konrad Henlein zum Reichskommissar für Sudetendeutschland ernannt wurde. Die CdZ-Organisationen waren schlecht geplant und bewährten sich nicht. Sie sahen sich einem Machtkampf einzelner Reichsinstanzen gegenüber und mussten gebeten werden, eine zusätzliche Woche im Amt zu bleiben, weil die Zivilverwaltung Konrad Henleins noch nicht arbeitsfähig war. Henlein konnte durch seinen unmittelbaren Zugang zu Adolf Hitler die Einflussnahme der militärischen Befehlshaber mühelos aufheben. Am 20. Oktober 1938 endete die vollziehende Gewalt des Heeres und Konrad Henlein übernahm als Reichskommissar die Verwaltung.
Von Ende Oktober 1938 bis zum Ende des Zweiten Weltkrieges im Mai 1945 war Konrad Henlein Leiter des Reichsgaus Sudetenland. Stellvertretende Gauleiter waren nacheinander Karl Hermann Frank (30. Oktober 1938 bis 15. März 1939), Fritz Köllner (25. März 1939 bis 3. März 1940), Richard Donnevert (12. März 1940 bis 15. August 1943) sowie von Herbst 1943 bis zum Kriegsende geschäftsführend Hermann Neuburg.
Als Gauhauptstadt wurde die nordböhmische Großstadt Reichenberg bestimmt, die schon in österreichischer Zeit als Hauptstadt der deutschsprachigen Gebiete Böhmens wahrgenommen wurde. Reichenberg war auch Dienstsitz des Statthalters.
Der tschechischsprachige Bevölkerungsanteil im gesamten Sudetenland umfasste im Januar 1938 rund 319.000 Personen. Infolge eines Optionsrechtes nahmen 193.793 Tschechen (= 60,75 %) die deutsche Staatsbürgerschaft an, um in ihrer Heimat verbleiben zu können. Tschechen und Deutsche, die als Antifaschisten keine Bürger des NS-Staates werden wollten, gingen mehrheitlich in die sogenannte Rest-Tschechei oder ins Exil.
Am 25. März 1939 legte der § 1 des Gesetzes über die Gliederung der sudetendeutschen Gebiete vom 25. März 1939 die Bildung des Reichsgaues Sudetenland zum 15. April 1939 fest. Dessen Verwaltungsaufbau regelte das Gesetz über den Aufbau der Verwaltung im Reichsgau Sudetenland (Sudetengaugesetz) vom 14. April 1939, das zum 1. Mai 1939 in Kraft trat. Das Gesetz beseitigte den bisherigen Aufbau der tschechoslowakischen Verwaltung, die auf altösterreichische Strukturen zurückging.
Die amtlichen deutschsprachigen Namen aus der Zeit der ersten Tschechoslowakischen Republik galten auch weiterhin. Ortsumbenennungen gab es nur in einigen Ausnahmefällen. So erhielt zum Beispiel die Stadt Dobrzan am 19. Dezember 1939 den neuen Namen Wiesengrund.
Nicht alle Gebiete, die infolge des Münchner Abkommens deutsches Staatsgebiet wurden, wurden Teil des Reichsgaues Sudetenland. Das sogenannte Hultschiner Ländchen kam (wie vor 1920) zurück zum preußischen Landkreis Ratibor. Die flächenmäßig vergleichsweise kleinen und oft schmalen Grenzgebiete im Südwesten und Süden Böhmens und Mährens wurden in die Regierungsbezirke Niederbayern-Oberpfalz des Landes Bayern sowie in die Reichsgaue Oberdonau und Niederdonau eingegliedert. Ein Teil der Gebiete hatte bereits vor dem Jahr 1920 zu Ober- oder Niederösterreich gehört und war aus strategischen und wirtschaftlichen Gründen zur Tschechoslowakei gekommen. Unter anderem kam Unterwielands (České Velenice) wieder als Stadtteil zu Gmünd und das Gebiet um Feldsberg zu Niederösterreich (Gau Niederdonau).
Nach dem Ende des Zweiten Weltkrieges im Mai 1945 kam das Gebiet des Reichsgaues Sudetenland an die Tschechoslowakei zurück. Das Münchner Abkommen wurde durch die Siegermächte völkerrechtlich für nichtig „ex tunc“ erklärt. Die Tschechoslowakei führte die vor 1938 gültige Verwaltungsgliederung wieder ein. Die Mehrheit der Bevölkerung wurde als deutsche Staatsbürger bis 1948 vertrieben.

## Wappen

Wappen des Reichsgaus Sudetenland (September 1940–1945)

Am 9. September 1940 verlieh das Reichsministerium des Innern dem Reichsgau Sudetenland ein Wappen, das an die historischen Landesteile des Gaugebietes erinnern sollte. Es sollte sichtlich auch die vorgebliche „Wiedervereinigung“ dieser Teile der böhmischen Länder mit dem Deutschen Reich rechtfertigen. Der doppelschwänzige Böhmische Löwe, der Teil des Wappens vieler Städte in Böhmen, der Oberlausitz und Schlesien ist, war nicht enthalten. Dieses Wappen wird wie folgt beschrieben:
„Halbgespalten und geteilt; oben vorn in Rot ein schwarzer, silbern bewehrter Adler, oben hinten von Silber und Schwarz gespalten und belegt mit einem rot, bzw. silbern bewehrten Adler, dessen rechte Hälfte schwarz mit silberner Mondsichelspange und dessen linke Hälfte von Silber und Rot geschacht; unten in Rot ein silbernes Schräggitter.“
Das (heraldisch) obere rechte Feld zeigte in leicht veränderter Farbgebung das přemyslidische Adlerwappen, das die böhmischen Herzoge und ersten Könige bis um die Mitte des 13. Jahrhunderts führten. Dieses Symbol deutete auf die damalige Lehensabhängigkeit der böhmischen Herrscher vom Heiligen Römischen Reich hin. Das (heraldisch) obere linke Feld enthält (ebenfalls mit Änderungen in der Farbgebung) den schlesischen und den mährischen Adler. Das Schräggitter im unteren Feld war ein Symbol der einstigen Reichsstadt Eger.

## Verwaltungsgliederung
Der Reichsgau Sudetenland war in die drei Regierungsbezirke Aussig, Eger und Troppau mit insgesamt fünf Stadt- und 53 Landkreisen gegliedert. Während die Grenzen der Regierungsbezirke völlig neu bestimmt wurden, blieb es hinsichtlich der Kreise im Wesentlichen bei den Abgrenzungen der früheren tschechoslowakischen politischen Bezirke. Die Regierungsbezirke Aussig und Eger bildeten in Nord- und Westböhmen eine geografische Einheit. Der Regierungsbezirk Eger mit Sitz in Karlsbad umfasste dabei auch das gesamte Egerland, das als Reichspfand historisch nie Landesteil Böhmens gewesen war. Der Regierungsbezirk Troppau hatte dagegen keine territoriale Verbindung zum Kerngebiet des Gaues in Nordböhmen. Der größte Teil des Landkreises Grulich war zudem nur über einen schmalen Landstreifen mit dem restlichen Regierungsbezirk Troppau verbunden.